# Proseane, Markivka
Proseane (în ucraineană Просяне) este localitatea de reședință a comunei Proseane din raionul Markivka, regiunea Luhansk, Ucraina.

## Demografie
Componența lingvistică a localității Proseane
     Ucraineană (94,15%)
     Rusă (5,39%)
     Alte limbi (0,23%)
Conform recensământului din 2001, majoritatea populației localității Proseane era vorbitoare de ucraineană (94,15%), existând în minoritate și vorbitori de rusă (5,39%).